# Скляні жаби
 Скляні́ жа́би (Centrolenidae) — родина безхвостих земноводних. Це надзвичайно дрібні земноводні, розміри яких коливаються від 0,8-и до 7,5-и сантиметрів, а їхньою особливістю є те, що їх тіло просвічується наскрізь.

## Особливості
Шкіра, м'язи, кістки та інші тканини цих амфібій прозорі або напівпрозорі, от лише травна система залишається помітною, тому іноді видно, ким або чим жаба пообідала… Біологи виділяють їх у окрему родину, яка так і називається Жаби-кроківки скляні або Центроленіди (Centrolenidae Taylor, 1951), хоча раніше їх зачисляли до родини Жаб дереволазів (Dendrobatidae Cope, 1865). На нині відомо близько 150 видів скляних жаб, проте, ця цифра ще далека від остаточної, що пов'язано зі способом життя та біологією даних земноводних. Цікавим є той факт, що лише за 9 років — з 1989 по 1998 рр. було відкрито 65 нових видів Центроленід! Розповсюджені Скляні кроківки у гірських тропічних лісах Анд, Гвіанського плоскогір'я, Тепуй і Мезоамерики.

## Етапи вивчення
Відкриття Скляних жаб припадає на кінець XIX століття, коли відомий іспанський натураліст і мандрівник Маркус Хіменес де ла Еспада впродовж 1862—1865 років досліджував Південну Америку. Він зібрав багатющі колекції найрізноманітніших тварин, з-поміж яких був наявним перший вид Скляних кроківок — Центролен геконоподібний (Centrolene geckoideum Jiménez de la Espada, 1872). Але опис цього виду Еспада здійснив лише у 1872 році, як пізніше виявилось, цей вид є одним із найбільших у родині Центроленідів. Впродовж наступних десятиліть було відкрито й описано ще кілька видів Скляних жаб. Їх за традицією відносили до Жаб дереволазів, і тільки у 1951 році Едвард Гарісон Тейлор, детально проштудіювавши усі відомі на той час види скляних кроківок, виокремив їх у самостійну родину. Тоді більшість видів була відома із ліпше дослідженої Мезоамерики, де активно працювали і Едвард Тейлор, і Джей М. Саваж, а в той же час налічувалось лише кілька південноамериканських видів. У 1973 році двоє біологів — Джон Д. Лінч та Вільям Е. Двельман провели глобальну ревізію родини, показавши, що найбільше видове різноманіття Скляних кроківок є у Андах, а не у Мезоамериці.

## Дані еволюції
Еволюційно Скляні жаби є дуже молодою групою, яка виникла 10-15 мільйонів років тому, разом із утворенням гірських екосистем Анд, що активно формувались у цей період. У викопному стані ці кроківки невідомі з двох причин: регіон є дуже молодим, і такі мініатюрні істоти, практично, не фолізуються. Центром їх виникнення біологи вважають андійську частину Еквадору, Колумбії та Перу, звідси, після виникнення річкової системи Амазонки та пересихання у льодовиковий час континентального моря, вони розповсюдились спершу на Гвіанське плоскогір'я, заселивши Тепуї, а відтак проникли у Мезоамерику. Нині існують тенденції до їх розповсюдження у рівнинні тропічні ліси Амазонії.
Скляні кроківки є типовими мешканцями верхніх ярусів гірського тропічного лісу, саме тому побачити їх на ґрунті можна дуже рідко, що ускладнює завдання науковцям при вивченні біорізноманіття. Зеленкувате забарвлення і напівпрозоре тіло роблять їх непомітними у нерухомому стані, коли вони перебувають на листку чи стовбурі дерева. Маскувальне забарвлення надає цим жабам перевагу не лише при порятунку від ворогів, але й при полюванні на найрізноманітніших комах. Очі скляних жаб розміщені не з боків голови, а на її передній частині, що забезпечує їм бінокулярний зір. Неймовірний камуфляж у поєднанні із відмінним зором роблять цих мініатюрних земноводних, без перебільшення, одними із найуспішніших мисливців на Землі.

## Життєвий цикл
Вдень Скляні кроківки ховаються між листям, а виходять з укриттів лише з настанням сутінок. Самці займають вигідні місця на листі дерев і розпочинають кумкати в надії закликати самку, якщо вона відгукнеться, то пара відкладає яйця здебільшого на нижній поверхні листків. Після двох тижнів з них виходять пуголовки і під час дощу змиваються у струмки та калюжі, де продовжують розвиватись. Стадія пуголовка є найменш вивченою у життєвому циклі скляних жаб — вченим невідомо чим вони живляться і навіть як вони виглядають! Молоді жабки, направду, мініатюрні — декотрі з видів менші за 15 мм, у чому Ви можете переконатись глянувши на світлину.
Скляні кроківки активні у дощову або дуже вологу погоду, а у період дощового сезону — у тропіках ідуть щоденні зливи. Їх завжди можна знайти на рослинності вздовж дрібних струмків і потоків. Як стверджують науковці, приструмкові біотопи є постійним місцем проживання принаймні третини Центроленід, тоді як інші, очевидно, розповсюджені у глибині гірського тропічного лісу.
Науці належить відкрити ще багато таємниць, пов'язаних зі Скляними кроківками, які є невід'ємною й важливою частиною тропічних екосистем. На цьому тлі важливим є збереження природи та її біорізноманіття.